# 麻永吉
麻永吉（1534年—1591年），字伯貞，號慶川，陝西慶陽衛右所軍籍。明朝政治人物。

## 生平
治《春秋》，七月十八日生，行一，由國子生中式陝西鄉試第二名舉人（經魁），會試中式第十六名，年二十九歲中式嘉靖四十四年（1565年）乙丑科第三甲第三百零五名進士。吏部观政，改翰林院庶吉士，隆慶元年（1567年）三月授江西道御史，六月差巡盐两浙，万历二年（1574年）十一月復除浙江道，闰十二月巡视京营，四年三月巡按山东。
萬曆五年（1577年）正月，升山西潞安府知府，十年三月升山西副使，十三年二月升本省右参政，十五年六月升四川按察使，十七年七月補湖广按察使，十八年十二月告病。

## 家族
曾祖麻得林；祖麻彪；父麻直，教諭、封御史；母王氏，封孺人。具慶下，妻陳氏，兄永實；永豐；永亨；永裕，弟永年；永祥；永禎。
子麻周、麻嘉、麻僖。